# Мюррей Мердок
Мюррей Мердок (англ. Murray Murdoch, нар. 19 травня 1904, Лакнау — пом. 17 травня 2001, Джорджтаун) — канадський хокеїст, що грав на позиції крайнього нападника.

## Ігрова кар'єра
Професійну хокейну кар'єру розпочав 1925 року.
Усю професійну клубну ігрову кар'єру, що тривала 14 років, провів, захищаючи кольори команди «Нью-Йорк Рейнджерс».

## Тренерська робота
З 1938 по 1965 тренував хокейну команду Єльського університету.

## Сім'я
До Мюррея за сімейними зв'язками мають відношення кілька гравців НХЛ.
Так Дейв Драйден та Кен Драйден є його кузенами по лінії сестри, яка вийшла заміж за їх батька.
Марк Мессьє та Пол Мессьє є онуками по лінії дружини Мюррея.
Біллі Деа також є кузеном нападника.
Колишній гравець «рейнджерс» Дон Мердок також є далеким родичем Мюррея.

## Нагороди та досягнення
- Володар Кубка Стенлі в складі «Нью-Йорк Рейнджерс» — 1928, 1933.
- Трофей Лестера Патріка — 1974.

## Статистика
| Сезон        | Клуб                 | Ліга         | Регулярний сезон | Регулярний сезон | Регулярний сезон | Регулярний сезон | Регулярний сезон | Плей-оф | Плей-оф | Плей-оф | Плей-оф | Плей-оф |
| Сезон        | Клуб                 | Ліга         | І                | Г                | П                | О                | ШХ               | І       | Г       | П       | О       | ШХ      |
| ------------ | -------------------- | ------------ | ---------------- | ---------------- | ---------------- | ---------------- | ---------------- | ------- | ------- | ------- | ------- | ------- |
| 1926-1927    | «Нью-Йорк Рейнджерс» | НХЛ          | 44               | 6                | 4                | 10               | 12               | 2       | 0       | 0       | 0       | 0       |
| 1927-1928    | «Нью-Йорк Рейнджерс» | НХЛ          | 44               | 7                | 3                | 10               | 14               | 9       | 2       | 1       | 3       | 12      |
| 1928-1929    | «Нью-Йорк Рейнджерс» | НХЛ          | 44               | 8                | 6                | 14               | 18               | 6       | 0       | 0       | 0       | 2       |
| 1929-1930    | «Нью-Йорк Рейнджерс» | НХЛ          | 44               | 13               | 13               | 26               | 22               | 4       | 3       | 0       | 3       | 6       |
| 1930-1931    | «Нью-Йорк Рейнджерс» | НХЛ          | 44               | 7                | 7                | 14               | 8                | 4       | 0       | 2       | 2       | 0       |
| 1931-1932    | «Нью-Йорк Рейнджерс» | НХЛ          | 48               | 5                | 16               | 21               | 32               | 7       | 0       | 2       | 2       | 2       |
| 1932-1933    | «Нью-Йорк Рейнджерс» | НХЛ          | 48               | 5                | 11               | 16               | 23               | 8       | 3       | 4       | 7       | 2       |
| 1933-1934    | «Нью-Йорк Рейнджерс» | НХЛ          | 48               | 17               | 10               | 27               | 29               | 2       | 0       | 0       | 0       | 0       |
| 1934-1935    | «Нью-Йорк Рейнджерс» | НХЛ          | 48               | 14               | 15               | 29               | 14               | 4       | 0       | 2       | 2       | 4       |
| 1935-1936    | «Нью-Йорк Рейнджерс» | НХЛ          | 48               | 2                | 9                | 11               | 9                |         |         |         |         |         |
| 1936-1937    | «Нью-Йорк Рейнджерс» | НХЛ          | 48               | 0                | 14               | 14               | 16               | 9       | 1       | 1       | 2       | 0       |
| Усього в НХЛ | Усього в НХЛ         | Усього в НХЛ | 508              | 84               | 108              | 192              | 197              | 55      | 9       | 12      | 21      | 28      |